# Un tentativo sentimentale
Un tentativo sentimentale è un film del 1963 diretto da Massimo Franciosa e Pasquale Festa Campanile.
Girata tra i quartieri romani di Vigna Clara e Parioli, la spiaggia di Sabaudia, l'aeroporto di Fiumicino per gli esterni e negli studi Titanus alla Circonvallazione Appia per gli interni, la pellicola diretta a quattro mani, sia per la tematica che per le ambientazioni e la recitazione degli attori, si avvicina alle problematiche espresse in quel periodo da Michelangelo Antonioni.
Il film uscì in prima proiezione nazionale il 4 ottobre 1963.

## Trama
Carla e Dino, entrambi sposati e in crisi coniugale, si incontrano nella sala d'aspetto dell'Aeroporto di Fiumicino e passano il pomeriggio insieme nella casa di lui al mare, sulla duna costiera nei pressi del Circeo.
Nel momento di lasciarsi, decidono per i futuri appuntamenti, che se uno dei due deciderà di non presentarsi, la loro storia sarà finita per sempre.
Nel frattempo Carla decide di lasciare il marito Giulio dopo 10 anni di matrimonio. Giulio non è contento della decisione ma parte ugualmente per New York dove lo attende un nuovo impegno lavorativo. Intanto Dino non si presenta all'appuntamento successivo, ma i due amanti si rincontrano per caso e riprendono il loro rapporto.
In quello che sarà il loro ultimo appuntamento nella casa al mare si presenta inattesa la moglie di Dino, Luciana, che in un drammatico finale inviterà i due a scegliere una nuova vita mettendosi insieme; ma Dino non sarà capace di prendere una decisione radicale, rimanendo in silenzio alle argomentazioni della moglie.
A questo punto Carla, amareggiata e incredula, comprende che il loro rapporto non è mai stato per Dino una cosa veramente importante, e decide pertanto di andare via per sempre.

## Musiche
Particolarmente indovinate e che sottolineano le atmosfere rarefatte e malinconiche del film. Sono composte, dirette ed eseguite da Piero Piccioni al pianoforte e organo, con Nunzio Rotondo alla tromba e Franco Chiari al vibrafono.
- CD CAM - CSE 073
- Elenco pezzi
- 1 - Dea di un sogno
- 2 - Interludio
- 3 - Mamboso
- 4 - Blue Jeans Blues
- 5 - Malibu
- 6 - Dea for Combo
- 7 - Vano interludio
- 8 - Striscioline
- 9 - Blues Lou Blues
- 10- Marilou
- 11- Dea di un sogno

## Incassi
Incasso accertato sino a tutto il 30 giugno 1965 £ 43.336.800